# Петър Москов
Петър Стефанов Москов е български лекар анестезиолог и политик, до 2016 г. от партия ДСБ, министър на здравеопазването (2014 – 2017).

## Биография

### Произход и образование
Роден е на 17 декември 1970 г. в София в семейство със стари демократични традиции и културни увлечения. Братът на неговия дядо, социалдемократът Атанас Москов, побеждава Георги Димитров на изборите през 1946 г., след което е прибран в полицията, а после изпратен в Белене. Баща му, д-р Стефан Москов, е лекар, прекарал значителна част от професионалната си кариера в град Перник; майка му, Емма Москова, е дългогодишен директор на Националния институт за паметниците на културата, а впоследствие – министър на културата в правителството на ОДС. Негов братовчед е режисьорът Теди Москов.
Покрай професията на майка си, която се грижи за паметниците на културата, прекарва летните си ваканции от 1976 до 1982 г. в Русе. А след това отбива военната служба в Санитарната школа в същия град.

### Професионална кариера
Петър Москов завършва Медицина в Медицински университет – София, специалност Анестезиология и интензивно лечение. Специализира във Франция, Великобритания, Испания и САЩ.
Работи като старши асистент в УМБАЛ „Св. Анна“ АД в Клиниката по анестезиология и интензивно лечение.

### Политическа кариера
Член е на Инициативния форум за създаване на нова дясна партия през 2004 г. и учредител на ДСБ. Член е на ДСБ – район „Средец“. На националното събрание през 2007 г. е избран за член и на Националното ръководство на партията.
През 2009 г. става съпредседател на предизборния щаб на Синята коалиция.
През 2013 г. е избран за заместник-председател на ДСБ. За изборите през май същата година се кандидатира като водач на листата от гр. Русе. Въпреки че коалицията ДСБ-БДФ не влиза в парламента, според броя гласове, той е на четвърто място по подкрепа след водачите на листите на ДСБ в София, Пловдив и Варна.
На предсрочните парламентарни избори през октомври 2014 г. е избран за депутат в XLIII НС от 24-ти многомандатен избирателен район в София.
Избран е за министър на здравеопазването на 7 ноември 2014 г. от XLIII народно събрание.
На 19 декември 2016 г. членството му в ДСБ бива прекратено с решение на Националния вътрешнопартиен Арбитраж.
През 2019 година основава партия КОД.

## Семейство
Семеен е, има син.

## Критики и противоречия
На 7 декември 2014 г. пред телевизия Би Ти Ви, а по-късно и в личния си Фейсбук профил, но публично, Москов, който към този момент е действащ здравен министър, обявява, че екипи на спешната помощ няма да се отзовават на повиквания в ромските махали. Повод за изказването на Москов е включването му по телефон в живо телевизионно студио по телевизията, като коментатор по темата за лекарка от спешна помощ, която е станала жертва на побой. Като причина за решението си да лиши именно ромските квартали от спешна помощ министърът посочва твърдения за висока честота на такива нападения именно в ромските квартали:
| „                           | Само за последните 24 часа има два нови случая на нападене и побой над лекари от Спешна помощ. Рецидивист от Исперих и група цигани от Радомирско са новите звезди... До тук с приказките за това кой какви права имал и с призивите и обещанията да не правим повече така! Ако някой е избрал да живее и да се държи като скот, получава и правото да бъде третиран като такъв. Всъщност дори дивите животни разбират когато искаш да им помогнеш и не нападат... От утре, навсякъде където е имало такива инциденти, екипи на СП ще влизат само след постигнато споразумение с местните „лидери на мнение“ на общността за персонализирана отговорност за поведението на въпросната популация или с екипи на полицията. Когато е възможно и както е възможно. С нарочна моя заповед ще сваля отговорността за тези решения от регионалните центрове и екипите. Това ще са решения, за които отговорността ще бъде моя и на ресорния зам.-министър Д-р Шарков. А иначе след днешния ден статистиката е: от началото на 2014 г. нападенията над екипи на СП са 226, от тях 175 са в цигански махали. Казвам фактите такива каквито са, моля не очаквайте от мен „политическа коректност“ по темата. | “ |
| Петър Москов, 07.12.2014 г. | |   |

Изказванията на министъра предизвикват протестни реакции, които окачествяват като дискриминационно и расистко. В свой анализ по повод изказването на Москов и изказване на депутата Валери Симеонов, също адресиращо ромите, философът Станимир Панайотов предлага тезата за дехуманизирания от капитализма етнически българин, който „предпочита да остане сляп за дехуманизацията си като се насочва срещу ромите“ и така сам „става активен съучастник в собствената си дехуманизация“.
Впоследствие вътрешният министър Веселин Вучков обявява, че полицията не събира статистика за етническата принадлежност на извършителите на престъпления и данните от изказването на Москов нямат за източник вътрешното министерство.